# 艾歷·費格遜
艾歷·卓佛連·費格遜（1989年10月4日—）為美國男子籃球運動員，司職小前鋒，現時效力厄瓜多爾職業籃球聯賽球隊Jorge Guzmán。

## 大學生涯
費格遜生於美國斯泰茨伯勒，大學時期為佐治亚南方大学岀戰於NCAA，場均12.5分，6.1個籃板和1.4個抄截。

## 球員生涯
2017年，費格遜遠赴香港加盟甲一球隊遊協，因要符合居港外援資格，他需要在香港居住滿1年後才能註冊，結果他在2018年5月8日對福建的聯賽首度為遊協上陣，即獨取40分，協助遊協以98–88勝出。結果遊協在6月19日不敵滿貫，無緣季後賽資格。
2018年11月14日，東南亞職業籃球聯賽東方龍獅宣布費格遜加盟球隊。2019年1月8日，費格遜加盟海灣。2月26日，費格遜加入滿貫。2022年8月19日，費格遜重返哈拉帕獵鷹。10月8日，費格遜加盟烏魯潘。2024年5月15日，費格遜加盟Jorge Guzmán。

## 外部連結
- 艾歷·費格遜在fiba.basketball（英语）
- 艾歷·費格遜在Sports-Reference.com（NCAA）（英语）
- 艾歷·費格遜在Eurobasket.com（球員）（英语）
- 艾歷·費格遜在RealGM（英语）
- 艾歷·費格遜在Proballers（英语）
- 艾歷·費格遜在Flashscore（英语）